# Замойське воєводство
Замостське воєводство (пол. województwo zamojskie) — адміністративно-територіальна одиниця Польщі найвищого рівня у 1975—1998 роках. Було одним з 49 воєводств адміністративного поділу Польщі, які були скасовані в результаті адміністративної реформи Польщі 1998 року. Займало площу 6980 км². Адміністративним центром воєводства було місто Замостя. Після адміністративної реформи воєводство припинило своє існування і його територія повністю відійшла до Люблінського воєводства.

## Районні адміністрації
- Районна адміністрація в Білгораї для гмін: Олександрів, Білгорай, Біща, Фрамполь, Горай, Юзефув, Княжпіль, Лукова, Обша, Потік-Горішній, Тарногород, Терешполь, Туробін, Високе, Закшев та міста Білгорай
- Районна адміністрація в Грубешеві для гмін: Долобичів, Городло, Грубешів, Мірче, Тріщани, Ухані, Вербковичі та міста Грубешів
- Районна адміністрація в Томашеві для гмін: Белзець, Ярчів, Комарув-Осада, Криниці, Любича-Королівська, Лащів, Рахані, Сусець, Тарнаватка, Телятин, Томашів, Тишівці, Ульгівок та міста Томашів
- Районна адміністрація в Замості для гмін: Адамув, Ґошкув, Грабовець, Ізбиця, Краснобрід, Лабуне, Мячин, Неліш, Радечниця, Рудник, Ситно, Скербешув, Старе Замостя, Сулув, Щебрешин, Замостя, Звежинець, Жулкевка та міста Замостяю

## Міста
Чисельність населення на 31 грудня 1998 року:
- Замостя – 68 288
- Білгорай – 27 043
- Томашів – 21 186
- Грубешів – 20 157
- Щебрешин – 5638
- Звежинець – 3663
- Тарногород – 3489
- Краснобрід – 3026
- Юзефув – 2645
- Фрамполь – 1520

## Населення
| Рік         | 1975    | 1980    | 1985    | 1990    | 1995    | 1998    |
| Чисельність | 471 800 | 472 100 | 487 900 | 490 400 | 492 800 | 489 300 |